# 京瀋高速道路
京瀋高速道路（きょうしんこうそくどうろ、中文表記: 京沈高速公路）は、北京より瀋陽を結ぶ高速道路で全長658km、中国の国家高速道路網の首都放射線の7本（M7）の1つ北京~ハルビンの重要な部分を占める。
京瀋高速道路は、北京五環路の東より有料道路となる。最高限速度110km/h、但し天津においては部分的に120km/h。
北京より、香河、天津宝坻、北戴河、秦皇島、山海関、葫芦島、錦州、盤錦、瀋陽を結ぶ。

## 沿線重要交差道路
- 北京四環路 : 四方橋
- 北京五環路 : 竇各荘
- 北京六環路 : 張家湾
- 津薊高速公路 : 宝坻北
- 唐山環城高速道路 : 唐山北
- 錦朝高速道路 : 錦州
- 錦阜高速道路 : 凌海
- 盤海営高速道路 : 盤錦
- 瀋陽三環繞城高速道路 : 北李官

## インターチェンジなど
- 英略字は以下の項目を示す。
IC：インターチェンジ、JCT：ジャンクション、SA：サービスエリア、PA：パーキングエリア、TB：本線料金所、BS：バスストップ、BR：橋、TN：トンネル

### 北京市
- 四方橋JCT-竇各荘IC-竇各荘東IC-白鹿西IC-白鹿TB-台湖IC- 田家府SA-張家湾IC-漷県IC-郎府PA-郎府IC-西集IC-

### 河北省
- 香河IC-香河SA-香河TB-

### 天津市
- 宝平IC-京瀋天津SA-津団IC-宝坻北IC-新鍾IC-新安鎮SA-薊運河BR-

### 河北省
- 玉田IC-玉田SA-IC-西外環高速道路とのJCT-唐山北IC-唐津高速とのJCT-榛子鎮IC-灤県SA-遼安IC-SA-IC-撫寧IC-北戴河IC-北戴河SA-沿海高速とのJCT-秦皇島西IC-秦皇島東IC-山海関TB-山海関SA-孟姜IC-

### 遼寧省
- 万家匝道IC-万家IC-前衛IC-緩中IC-沙後所IC-興城IC-葫芦島IC-葫芦島東IC-錦州IC-錦朝高速道路とのJCT-錦州東IC-小凌河大橋BR-凌海SA-盤阜高速道路とのJCT-凌海IC-光輝IC-盤海高速道路とのJCT-盤錦北IC-高升IC-台安IC-遼中IC-茨楡坨IC-高花西IC・高花東IC（高花SAを挟んで併設）-瀋陽西IC